# چای قشلاقی سیاب
چای قشلاقی سیاب یک روستا در ایران است که در دهستان انجیرلو واقع شده‌است.